# Agne Christenson
Agne Christen Christenson, född 18 november 1918 i Göteborgs Annedals församling, död 5 april 1995 i Oscars församling i Stockholm, var en svensk sjöofficer och isbrytardirektör.
Agne Christenson var son till köpmannen Adolf Christenson och bror till sångerskan Ulla Christenson. Han avlade officersexamen 1940, blev kommendörkapten av andra graden 1957 och tjänstgjorde från detta år vid marinförvaltningen. 1967 blev han chef för Marinstabens sjöfartsavdelning och isbrytardirektör. 1969 blev han chef för isbrytningssektionen på Sjöfartsverket och var även under denna tid isbrytardirektör.
Åren 1940 till 1945 var han gift med mannekängen Harriet Börjesson (född 1921), syster till skådespelaren Ulla Zetterberg samt omgift Lemkow och Lundell. År 1945 gifte han om sig med juristen Elsie von Malmborg (1923–1989). De fick barnen Fritz Christen Christenson (1946–1951), advokaten Anne Ramberg (född 1952) samt tvillingarna Kaj och Peter Christenson (födda 1958).